# 查尔斯·布朗 (拳击运动员)
查尔斯·布朗（英語：Charles Brown，1939年2月28日—），美国男子拳击运动员。他曾代表美国参加1964年夏季奥林匹克运动会拳击比赛，获得一枚铜牌。他也曾参加1959年和1963年泛美运动会。